# مارکو بورکوویچ
مارکو بورکوویچ (انگلیسی: Marko Borkovic؛ زادهٔ ۱۰ اکتبر ۲۰۰۳) بازیکن فوتبال است.